# 葵翠邨公共運輸交匯處
葵翠邨公共運輸交匯處（英語：Kwai Tsui Estate Public Transport Interchange）是香港的一個巴士總站，位於新界葵青區葵涌葵芳葵義路11號葵翠邨基座，葵芳站巴士總站以東，乃一有蓋公共運輸交匯處，內設巴士總站及專綫小巴中途站。

## 歷史
葵翠邨公共運輸交匯處定於2019年2月1日啟用。

## 總站路線資料（巴士）

### 九龍巴士59A線
- 屯門碼頭 ↔ 葵芳（葵翠邨）

由九龍巴士營運的一條巴士路線，提供屯門南、新屯門中心、龍門居往來荃灣、葵涌的巴士服務。於1982年9月24日配合湖景邨和蝴蝶邨落成而開辦。2019年2月1日起由葵芳邨遷往本站為總站。

### 九龍巴士67A線
- 屯門（寶田邨） ↔ 葵芳（葵翠邨）

由九龍巴士營運的一條路線，提供屯門寶田、和田邨、菁田邨、富泰邨、景峰花園及華都花園往來荃灣及葵涌的巴士服務，於2022年7月17日起投入服務。

## 途經路線資料（專線小巴）

### 新界區專線小巴94線
- 石圍角 ↔ 葵盛圍

### 新界區專線小巴94A線
- 梨木樹 ↔ 葵盛圍

## 本站設計
| 車坑分佈（以入口最左邊起計） | 車坑分佈（以入口最左邊起計） | 車坑分佈（以入口最左邊起計） |
| 車坑編號                     | 車坑數目                     | 路線                         |
| ---------------------------- | ---------------------------- | ---------------------------- |
| 1                            | 雙坑通道                     | 九巴67A線                    |
| 2                            | 雙坑通道                     | 小巴94、94A                  |
| 3                            | 路邊停車灣                   | 九巴59A線                    |